# Espinosa (geslacht)
Espinosa is een geslacht van vliesvleugeligen uit de familie Pteromalidae. De wetenschappelijke naam van dit geslacht is voor het eerst geldig gepubliceerd in 1947 door Gahan.

## Soorten
Het geslacht Espinosa is monotypisch en omvat slechts de volgende soort:
- Espinosa nothofagi Gahan, 1947